# پیتر دیسنبرگر
پیتر دیسنبرگر (انگلیسی: Peter Deißenberger؛ زادهٔ ۱ دسامبر ۱۹۷۶) بازیکن فوتبال اهل آلمان است.
از باشگاه‌هایی که در آن بازی کرده‌است می‌توان به باشگاه فوتبال آینتراخت فرانکفورت و باشگاه فوتبال وورتسبورگ کیکرز اشاره کرد.
پیتر دایسنبرگر (Peter Deißenberger) یک بازیکن فوتبالاهل آلمان است که به‌عنوان مدافع یا هافبک در لیگ‌های مختلف فوتبال آلمان بازی کرده است. او بیشتر به‌خاطر حضور طولانی‌مدت و تأثیرگذار خود در تیم‌های منطقه‌ای و نیمه‌حرفه‌ای آلمان شناخته می‌شود. دایسنبرگر به دلیل روحیه جنگندگی، تعهد و توانایی‌های فنی خود در زمین، مورد تحسین هواداران و مربیان قرار گرفته است.

## زندگینامه
پیتر دایسنبرگر در آلمان متولد شد و از سنین پایین به فوتبال علاقه‌مند شد. او دوران جوانی خود را در آکادمی‌های فوتبال محلی گذراند و به‌تدریج به یک بازیکن با استعداد و پرتلاش تبدیل شد. دایسنبرگر در طول دوران حرفه‌ای خود، بیشتر در لیگ‌های پایین‌تر و نیمه‌حرفه‌ای آلمان بازی کرده است، اما تعهد و پشتکار او باعث شده تا به‌عنوان یکی از بازیکنان محبوب و قابل اعتماد در تیم‌های خود شناخته شود. Würzburger Kickers، SC Weismain، Würzburger FV 04 و Eintracht Frankfurt تیم هایی بودند که در ابتدای شروع فعالیت در آنها بازی می کرد.

## دوران حرفه‌ای
پیتر دایسنبرگر دوران حرفه‌ای خود را در تیم‌های منطقه‌ای و نیمه‌حرفه‌ای آلمان آغاز کرد. او به‌عنوان یک مدافع یا هافبک، توانایی‌های دفاعی قوی و دیدگاه خوبی برای پاس‌دادن داشت. دایسنبرگر در طول دوران بازی خود، برای چندین تیم در لیگ‌های پایین‌تر آلمان، از جمله تیم‌های منطقه‌ای در بایرن (Bayern) و بادن-وورتمبرگ (Baden-Württemberg)، به میدان رفت.
یکی از مهم‌ترین فصل‌های دوران حرفه‌ای او، حضور در تیم‌هایی بود که برای صعود به لیگ‌های بالاتر مبارزه می‌کردند. دایسنبرگر به‌عنوان یک بازیکن کلیدی، نقش مهمی در موفقیت‌های این تیم‌ها ایفا کرد. او به‌دلیل روحیه رهبری و تعهدش در زمین، اغلب به‌عنوان کاپیتان تیم انتخاب می‌شد.

## سبک بازی
پیتر دایسنبرگر به‌عنوان یک مدافع یا هافبک، به‌دلیل توانایی‌های دفاعی قوی، قدرت در بازی هوایی و دیدگاه خوب برای پاس‌دادن شناخته می‌شد. او همچنین به‌دلیل روحیه جنگندگی و تعهدش در زمین، مورد تحسین هواداران و مربیان قرار داشت. دایسنبرگر اغلب به‌عنوان یک بازیکن تیمی و فداکار شناخته می‌شد که همیشه برای موفقیت تیم خود تلاش می‌کرد.

## بازنشستگی و زندگی پس از فوتبال
پس از بازنشستگی از فوتبال حرفه‌ای، پیتر دایسنبرگر به‌عنوان مربی در سطوح پایه‌ای و جوانان فعالیت کرده است. او همچنین در برنامه‌های توسعه فوتبال در آلمان مشارکت داشته و به آموزش نسل بعدی بازیکنان فوتبال کمک می‌کند. دایسنبرگر به‌دلیل تجربه و دانش خود در فوتبال، به‌عنوان یک الگو برای جوانان شناخته می‌شود.